# Найширший м'яз спини
Найширший м'яз спини (лат. musculus latissimus dorsi) — поверхневий м'яз, який займає нижню частину спини.
Найширший м'яз спини є плоским і має трикутну форму, займає підлопаткову, поперекову і крижову спинні ділянки. М'яз розташований поверхнево, лише його верхній край біля хребта прикритий висхідною (нижньою) частиною трапецієподібного м'яза. Унизу бічний край найширшого м'яза спини утворює присередню сторону поперекового трикутника (бічну сторону цього трикутника утворює край зовнішнього косого м'яза живота, нижню — клубовий гребінь). Нижні пучки цього м'яза спрямовані догори і вбік, у напрямку пахвової ямки. Верхні пучки м'яза розташовані майже горизонтально. Найширший м'яз спини прикриває своїми верхніми пучками нижній кут лопатки, потім, звужуючись, прилягає знизу до великого круглого м'яза.

## Місця кріплення
Початок: апоневрозом від остистих відростків шести нижніх грудних та усіх поперекових хребців, серединного крижового гребеня та клубового гребеня.
Прикріплення:гребінь малого горбка плечової кістки.

## Функція
Найширший м'яз спини приводить, розгинає та пронує плече, а при фіксованому плечі підтягує до нього тулуб.

## Іннервація
Найширший м'яз спини іннервується грудоспинним нервом.

## Кровопостачання
Грудо-спинна артерія і задня огинальна артерія плеча від плечової артерії, а також задні міжреброві артерії відповідають за кровопостачання найширшого м'язу спини.

## Клінічне значення м'яза
Найширший м'яз спини відіграє важливу роль при використанні милиць та інших допоміжних засобів для пересування (коли необхідно підтягнути тіло до рук).
Вкорочення найширшого м'яза спини призводить до обмеження згинання та відведення плеча. Часто спостерігається при сколіозі, кіфозі і після тривалого використання ходунців.

## Зображення

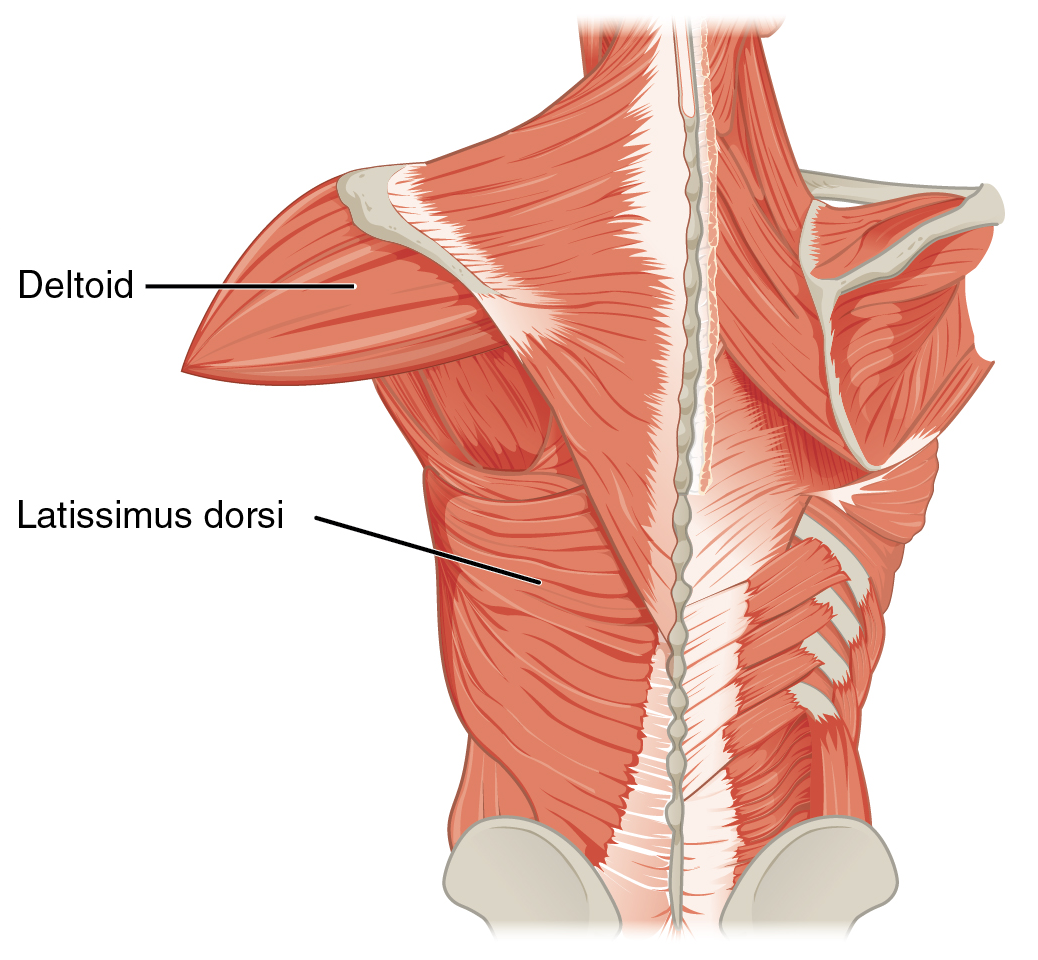